# USS Missouri (BB-11)
«Міссурі» (англ. USS Missouri (BB-11) — американський пре-дредноут, другий корабель типу «Мен» та другий корабель військово-морських сил США, названий на честь штату Міссурі.
«Міссурі» був закладений 7 лютого 1900 року на верфі компанії Newport News Shipbuilding & Dry Dock Company у Ньюпорт-Ньюсі. 28 грудня 1901 року він був спущений на воду, а 1 грудня 1903 року увійшов до складу ВМС США.

## Історія служби

Карта маршруту Великого Білого флоту (державні кордони на карті 2009 року)

Найбільш значущою подією у проходженні служби «Міссурі» був похід «Великого Білого флоту», який за підтримки суден забезпечення за наказом Президента США Т. Рузвельта у 1907 році здійснив навколосвітню подорож, продемонструвавши усьому світові зрослу міць та силу американського флоту. 17 грудня флот, до якого входили майже усі американські лінійні кораблі того часу, виплив з Гемптон-Роудс і здійснив перехід на південь до Карибського басейну, а потім до Південної Америки, зупиняючись у Порт-оф-Спейн, Ріо-де-Жанейро, Пунта-Аренас та Вальпараїсо серед інших міст. Після прибуття до західного узбережжя Мексики в березні 1908 року флот провів три тижні, тренуючись у бойових стрільбах корабельної артилерії.
Потім флот відновив подорож уздовж Тихоокеанського узбережжя Америки, зупинившись у Сан-Франциско та Сіетлі, а потім перетнувши Тихий океан до Австралії, по дорозі зупинившись на Гаваях. Зупинки в південній частині Тихого океану включали Мельбурн, Сідней та Окленд.
Після Австралії флот повернув на північ до Філіппін, зупинившись у Манілі, а потім продовжив рух до Японії, де в Йокогамі відбулася церемонія привітання. У листопаді в Субік-Бей на Філіппінах протягом трьох тижнів проходили морські навчання. 6 грудня американські кораблі пройшли Сінгапур і увійшли в Індійський океан. В Коломбо флот поповнив запаси вугілля, перш ніж вирушити до Суецького каналу і знову поповнив вугіллям свої льохи в Порт-Саїді. Флот відвідав кілька середземноморських портів, перш ніж зупинитися в Гібралтарі, де міжнародний флот британських, російських, французьких та голландських військових кораблів привітав американців. Потім кораблі перетнули Атлантику, щоб повернутися на Гемптон-Роудс 22 лютого 1909 року, подолавши 46 729 морських миль (86 542 км). Там Теодор Рузвельт провів військово-морський огляд свого флоту.
В подальшому «Міссурі» наступні кілька років провів у запасі, з періодичною активацією для проведення літніх тренувальних навчальних походів для мічманів Військово-морської академії США. 1 травня 1910 року в Бостоні його тимчасово перевели до резерву, хоча 1 червня 1911 року лінкор був повторно введений до строю для служби в Атлантичному флоті. У червні 1912 року корабель був відправлений на Кубу з контингентом морської піхоти для захисту американських інтересів під час повстання в країні. 16 березня 1914 року вийшов у черговий похід для підготовки мічманів американського флоту, відвідав Італію та Велику Британію. Надалі ще кілька разів залучався до підготовки мічманів флоту, після чого переходив до резерву.